# Lobelia mildbraedii
Lobelia mildbraedii Engl, 1914 è una pianta appartenente alla famiglia delle Campanulacee, diffusa in Africa.

## Distribuzione e habitat
La specie è diffusa, con popolazioni disgiunte, in Malawi, Tanzania, Burundi, Ruanda, Uganda e Zaire.